# Giresun (district)
Giresun is een Turks district in de provincie Giresun en telt 113.936 inwoners (2007). Het district heeft een oppervlakte van 295,7 km². Hoofdplaats is Giresun.
De bevolkingsontwikkeling van het district is weergegeven in onderstaande tabel.
| 1997    | 2000    | 2007    |
| ------- | ------- | ------- |
| 105.307 | 112.501 | 113.936 |